# Katrine Fruelund
Katrine Fruelund, née le 12 juillet 1978, est une handballeuse danoise qui évoluait au poste d'arrière gauche. Elle est notamment double championne olympique en 2000 et 2004.

## Biographie
Katrine Fruelund commence sa carrière dans le club danois de Vorup FB puis de Randers HK avant de rejoindre le Viborg HK, équipe de haut de tableau où elle passe six saisons entre 1999 et 2005. Elle y remporte quatre championnats du Danemark et une coupe EHF.
À l'été 2005, l'arrière gauche s'engage avec l'équipe allemande du HC Leipzig. Elle y réalise le doublé coupe-championnat d'Allemagne en 2006. 
Après une saison, elle fait son retour au Danemark au Randers HK. Elle y soulève une deuxième coupe EHF et termine une nouvelle fois championne du Danemark. En 2012, elle met une première fois un terme à sa carrière. Elle donne naissance à une fille en février 2013 puis annonce son retour au Randers HK en juillet. À l'issue de la saison 2013-2014, elle prend définitivement sa retraite sportive et devient co-entraîneur du Randers HK. 
Pour l'équipe nationale danoise, elle dispute 184 matchs pour 570 buts inscrits et remporte deux médailles d'or olympiques et un championnat d'Europe.

## Palmarès

### Club
compétitions internationales
- vainqueur de la coupe EHF en 2004 (avec Viborg HK) et 2010 (avec Randers HK)
- finaliste de la Ligue des Champions en 2001 (avec Viborg HK)

compétitions nationales
- championne du Danemark en 2000, 2001, 2002, 2004 (avec Viborg HK) et 2012 (avec Randers HK)
- coupe du Danemark en 2003 (avec Viborg HK)
- championne d'Allemagne en 2006 (avec HC Leipzig)
- vainqueur de la coupe d'Allemagne en 2006 (avec HC Leipzig)

### Sélection nationale
Jeux olympiques
- médaille d'or aux Jeux olympiques de 2004 à Athènes
- médaille d'or aux Jeux olympiques de 2000 à Sydney

championnat d'Europe
- vainqueur du championnat d'Europe 2002
- finaliste du championnat d'Europe 1998

autres
- vainqueur du championnat du monde junior en 1997[5]

### Distinctions individuelles
- meilleure arrière gauche et 2e meilleure marqueuse aux Jeux olympiques de 2004
- élue meilleure joueuse du championnat du Danemark en 2000[6]

- meilleure marqueuse du championnat du monde junior 1997 (64 buts)[7]